# Dexter Pittman
Dexter Jerome Pittman (Rosenberg, 2 marzo 1988) è un ex cestista statunitense naturalizzato taiwanese.

## Carriera
È stato selezionato dai Miami Heat al secondo giro del Draft NBA 2010 (32ª scelta assoluta).

## Statistiche

### College
| Anno      | Squadra         | PG  | PT | MP   | TC%  | 3P% | TL%  | RP  | AP  | PRP | SP  | PP   |
| --------- | --------------- | --- | -- | ---- | ---- | --- | ---- | --- | --- | --- | --- | ---- |
| 2006-2007 | Texas Longhorns | 29  | 0  | 5,3  | 60,4 | -   | 47,1 | 1,8 | 0,1 | 0,2 | 0,3 | 2,6  |
| 2007-2008 | Texas Longhorns | 36  | 1  | 6,8  | 55,9 | -   | 56,1 | 2,4 | 0,2 | 0,1 | 0,5 | 2,8  |
| 2008-2009 | Texas Longhorns | 35  | 24 | 16,6 | 61,6 | -   | 69,1 | 5,5 | 0,4 | 0,4 | 0,9 | 10,1 |
| 2009-2010 | Texas Longhorns | 34  | 34 | 19,1 | 65,4 | -   | 55,6 | 5,9 | 0,5 | 0,4 | 1,9 | 10,4 |
| Carriera  | Carriera        | 134 | 59 | 12,2 | 62,3 | -   | 60,1 | 3,9 | 0,3 | 0,2 | 0,9 | 6,6  |

### NBA

#### Regular Season
| Anno       | Squadra           | PG | PT | MP  | TC%  | 3P% | TL%  | RP  | AP  | PRP | SP  | PP  |
| ---------- | ----------------- | -- | -- | --- | ---- | --- | ---- | --- | --- | --- | --- | --- |
| 2010-2011  | Miami Heat        | 2  | 0  | 5,5 | 33,3 | -   | -    | 1,5 | 0,0 | 0,0 | 0,0 | 1,0 |
| 2011-2012† | Miami Heat        | 35 | 6  | 8,6 | 46,8 | -   | 64,3 | 2,0 | 0,3 | 0,2 | 0,2 | 3,0 |
| 2012-2013  | Miami Heat        | 4  | 0  | 3,0 | 60,0 | -   | -    | 1,8 | 0,0 | 0,0 | 0,0 | 1,5 |
| 2012-2013  | Memphis Grizzlies | 7  | 0  | 2,9 | 16,7 | -   | 0,0  | 0,7 | 0,0 | 0,0 | 0,0 | 0,3 |
| 2013-2014  | Atlanta Hawks     | 2  | 0  | 1,5 | 0,0  | -   | 0,0  | 1,5 | 0,0 | 0,0 | 0,0 | 0,0 |
| Carriera   | Carriera          | 50 | 6  | 6,9 | 45,0 | -   | 54,5 | 1,8 | 0,2 | 0,2 | 0,2 | 2,3 |

#### Playoffs
| Anno     | Squadra    | PG | PT | MP  | TC% | 3P% | TL% | RP  | AP  | PRP | SP  | PP  |
| -------- | ---------- | -- | -- | --- | --- | --- | --- | --- | --- | --- | --- | --- |
| 2012†    | Miami Heat | 3  | 1  | 2,7 | 0,0 | -   | -   | 0,0 | 0,3 | 0,0 | 0,3 | 0,0 |
| Carriera | Carriera   | 3  | 1  | 2,7 | 0,0 | -   | -   | 0,0 | 0,3 | 0,0 | 0,3 | 0,0 |

## Palmarès
- Campionato NBA: 1

Miami Heat: 2012